# پیترو جنالی (بازیکن بسکتبال)
پیترو جنالی (انگلیسی: Pietro Generali؛ زادهٔ ۱۹ اکتبر ۱۹۵۸) بازیکن بسکتبال اهل ایتالیا است.